# Люси Харт
Лю́си Харт (англ. Lucy Heart; род. 14 октября 1990 года, РСФСР, СССР) — российская порноактриса.

## Карьера
До начала карьеры работала няней и учителем алгебры. Пришла в индустрию для взрослых в октябре 2012 года в возрасте 22 лет. Принимает участие в съёмках различных по тематике сцен секса, в том числе: мастурбация, лесбийский, традиционный, анальный, групповой секс, двойное проникновение и триолизм.
Снимается для студий 21Sextury, DDF, Evil Angel, Explicit Empire, Jacquie et Michel, JTC, LegalPorno, MET-Art, Mofos, Private, Reality Kings, Video Marc Dorcel и множества других.
Начиная с ноября 2016 года, Люси неоднократно номинировалась различными премиями в области порноиндустрии за лучшие сцены секса. В ноябре 2019 года впервые номинирована AVN Awards в категории «Лучшая иностранная исполнительница года».
По данным на ноябрь 2019 года, снялась в более чем 150 порнофильмах и сценах.
Свободно владеет тремя языками.

## Награды и номинации
| Год  | Награда           | Результат | Категория | Фильм                                           |
| ---- | ----------------- | --------- | --- | ----------------------------------------------- |
| 2017 | AVN Award         | Номинация | Лучшая сцена секса в виртуальной реальности (вместе с Анной Полиной, Джесси Вольт, Кимбер Делис, Таррой Уайт и Хуаном Лучо) | Being a Porn Performer — 360° 3D                |
| 2017 | XBIZ Award        | Номинация | Лучшая сцена секса — виртуальная реальность (вместе с Анной Полиной, Джесси Вольт, Кимбер Делис, Таррой Уайт и Хуаном Лучо) | They’re Waiting for You: Being a Porn Performer |
| 2018 | AVN Award         | Номинация | Лучшая сцена секса в фильме иностранного производства (вместе с Мануэлем Феррарой)                                          | Fuck the French                                 |
| 2018 | Ninfa Award       | Номинация | Лучшая сцена триолизма/оргии (вместе с Венус Афродитой, Миюки Сон и Сенси)                                                  | Pornstarpractices                               |
| 2019 | XBIZ Europa Award | Номинация | Лучшая сцена секса — гламкор (вместе с Сэмом Борном)                                                                        | Dorcel Airlines: Sexual Stopovers               |
| 2019 | XBIZ Europa Award | Номинация | Лучшая сцена секса — гламкор (вместе с Джорджи Лайалл и Кларком Кентом)                                                     | The Headmistress & The Harlots                  |
| 2019 | XBIZ Europa Award | Номинация | Лучшая сцена секса — полнометражный фильм (вместе с Анни Авророй, Мией Малковой и Рики Манчини)                             | Sex Games                                       |
| 2020 | AVN Award         | Номинация | Иностранная исполнительница года                                                                                            | н/д                                             |
| 2020 | AVN Award         | Номинация | Лучшая сцена группового секса в иностранном фильме (вместе с Лутро, Чарли Дином и Черри Кисс)                               | Lucy, the New Secretary                         |
| 2020 | AVN Award         | Номинация | Лучшая сцена секса парень/девушка в иностранном фильме (вместе с Риком Симмонсом)                                           | The Headmistress and… the Harlots               |
| 2020 | Spank Bank Award  | Номинация | Downward Doggystyle | н/д                                             |
| 2020 | Spank Bank Award  | Номинация | Group / Orgy Maestro of the Year                                                                                            | н/д                                             |
| 2020 | Spank Bank Award  | Номинация | PAWG of the Year | н/д                                             |
| 2020 | XBIZ Europa Award | Номинация | Лучшая сцена секса — лесбийский фильм (вместе с Джией Лиссой)                                                               | Jia 4 You                                       |
| 2021 | AVN Award         | Номинация | Лучшая сцена группового секса в иностранном фильме (вместе с Винсом Картером и Джеем Снейксом)                              | Jacky                                           |
| 2023 | XBIZ Europa Award | Номинация | Лучшая сцена секса — полнометражный фильм (вместе с Анной Полиной и Винсом Картером)                                        | A Very Special Investigation                    |

## Избранная фильмография
- 2013 — Fuck My Ass
- 2014 — Fetish Mania
- 2014 — The Night Patrol
- 2014 — Young Harlots Italian Job
- 2015 — Euro Pickups
- 2015 — Hardcore Girls Club
- 2015 — Rocco One on One 3
- 2016 — Fuck the French
- 2016 — Military Permission
- 2016 — Parisian Pleasure Seekers
- 2016 — Revenge of a Daughter
- 2017 — Anal Finesse 2
- 2017 — Cara and Lucy Escorts Deluxe
- 2017 — Foot Fascination 2
- 2018 — Behind Closed Doors
- 2018 — Driver Duties 8
- 2018 — Flash
- 2018 — Golden Ticket
- 2018 — Lesbian Stories 2
- 2018 — Pure Sex: Riding the Threeways
- 2019 — Dorcel Airlines Sexual Stopovers
- 2019 — Trick or Treat[15]